# Jonathan Owens
Jonathan Owens (Saint Louis, 22 luglio 1995) è un giocatore di football americano statunitense che milita nel ruolo di safety per i Chicago Bears della National Football League (NFL).

## Carriera universitaria
Dopo aver frequentato il Christian Brothers College di Saint Louis, Missouri, Owens giocò a football americano alla Missouri Western State University. Nell'ultima stagione fu inserito nella seconda formazione ideale della Mid-America Intercollegiate Athletics Association.

## Carriera professionistica

### Arizona Cardinals
Dopo non essere stato scelto nel Draft NFL 2018, Owens firmò con gli Arizona Cardinals nel mese di aprile. Nel giugno seguente rimediò un infortunio a causa del quale venne messo sul mercato dai Cardinals, saltando l'intera stagione 2018.

### Houston Texans
Il 30 settembre 2019 firmò con la squadra di allenamento degli Houston Texans. Vennee temporaneamente promosso nel roster attivo il 21 novembre seguente, facendo il suo debutto tra i professionisti il giorno stesso, in occasione della partita del 12º turno vinto contro gli Indianapolis Colts. Relegato di nuovo ai margini della squadra, torna a giocare a metà ottobre 2020. Nel dicembre 2021 sottoscrisse un accordo biennale come membro del roster attivo. Il 26 dicembre 2021, nella gara vinta contro i Los Angeles Chargers, si distinse per il suo primo intercetto e il suo primo recupero di fumble in carriera.

### Green Bay Packers
Il 12 maggio 2023 Owens firmó con i Green Bay Packers. Nella gara del Giorno del Ringraziamento guidò la squadra con 12 tackle e segnò un touchdown su ritorno di fumble nella vittoria sui Detroit Lions.

### Chicago Bears
Il 13 marzo 2024 Owens firmò un contratto biennale con i Chicago Bears. Nella prima partita con la nuova maglia recuperò un punt bloccato  dal compagno Daniel Hardy ritornandolo per 21 yard in touchdown, contribuendo alla vittoria in rimonta sui Tennessee Titans.

## Vita privata
È sposato dal 2023 con la ginnasta Simone Biles.